# Партия Земли

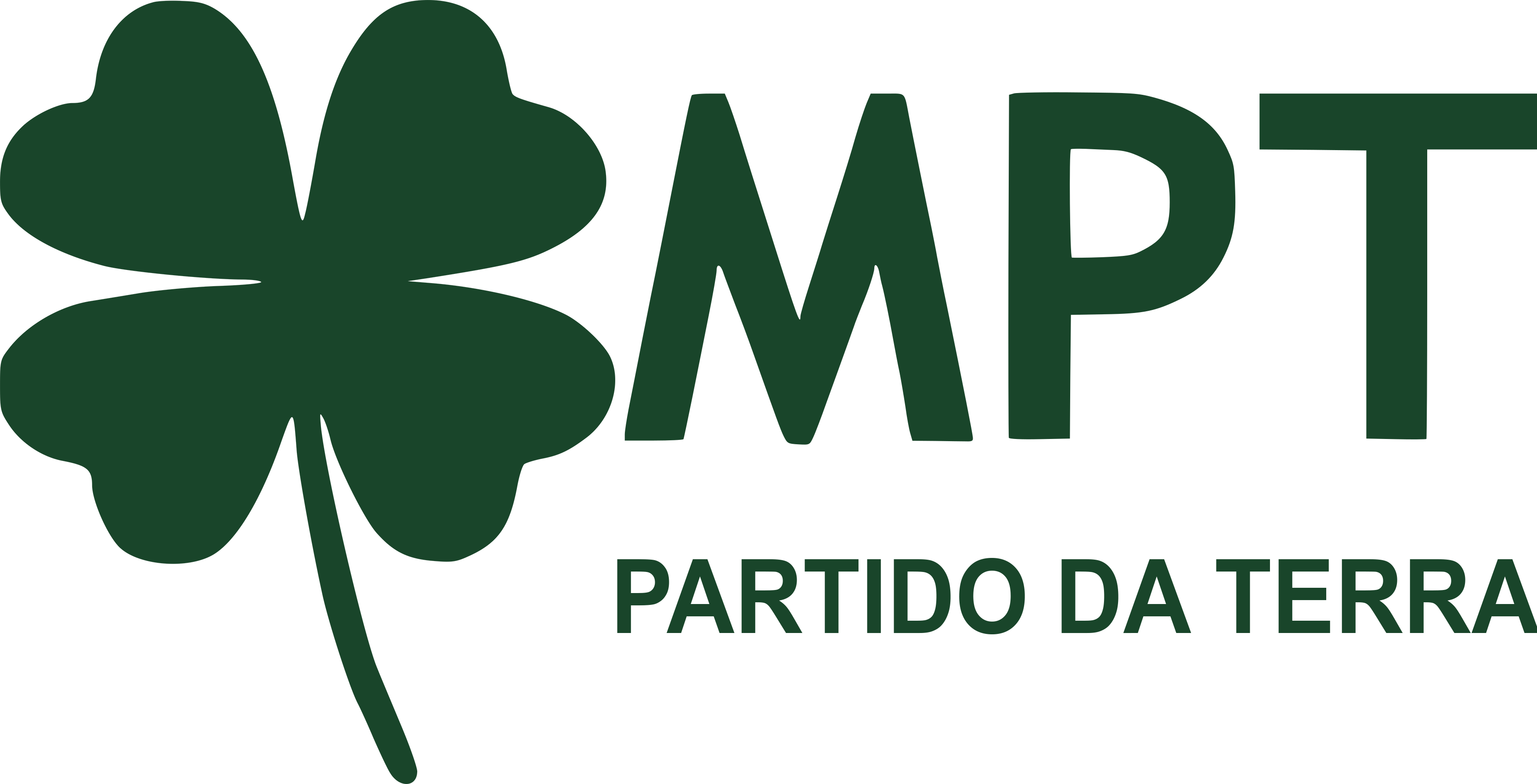
Логотип Партии Земли

Партия Земли (порт. Partido da Terra, ранее называлась порт. Movimento o Partido da Terra) — португальская политическая партия. Является так называемой «зелёной» партией. Основана 12 августа 1993 года. У истоков стоял Гонсалу Рибейру Теллешем — бывший председатель Народной монархической партии. Её считают более правой и консервативной, чем Партия зелёных, которая придерживается экосоциалистической ориентации и блокируется с Португальской коммунистической партией. 
Партия Земли выступала с требованием проведения референдума по Лиссабонскому договору.
На парламентских выборах 2009 года шла общим списком с левоцентристской Гуманистической партией.  С 2009 по 2015 имела двух представителей в парламенте, избранных по спискам Социал-демократической партии.
На выборах в европарламент в 2014 году от партии в орган было избрано два депутата.